# Aori Nishimura
Aori Nishimura (en japonés 西村碧莉, 31 de julio del 2001, Tokio, Japón) es una skater profesional japonesa, actual campeona mundial femenina de la modalidad street y representante de su país para los Juegos Olímpicos de Tokio 2020.

## Reseña biográfica
Aori Nishimura comenzó a patinar a la edad de 7 años y debutó profesionalmente cuando cursaba el quinto grado de primaria en el torneo organizado por la Asociación de Skateboard de Japón. En 2017 ganó el campeonato japonés y fue la primera deportista de su país en ganar el oro en el certamen de deportes extremos X Games, realizado en Mineápolis.
En octubre de 2017, tres meses después de su victoria, sufrió una lesión en la rodilla izquierda por la que debió someterse a una cirugía reconstructiva de ligamentos y alejarse temporalmente del skate. Tras 6 meses de receso, retornó su entrenamiento en junio de 2018 y volvió a las competencias en julio. Fue invitada al torneo Dew Tour Long Beach, donde quedó octava entre las ocho participantes. En aquella ocasión manifestó su descontento con los resultados obtenidos; sin embargo, ese mismo mes, lograría una evolución y se llevaría la medalla de plata en los X Games. Mariah Duran ocupó el primer lugar.
En enero de 2019, en Río de Janeiro, Brasil, se coronó campeona del mundial de skateboarding organizado conjuntamente por la World Skate y la Street League Skateboarding (SLS), dos de las entidades más importantes del mundo del patinaje. La favorita era la brasileña Letícia Bufoni, que se quedó con la medalla de plata por cantar victoria antes de tiempo.

## Vida personal
Aori tiene dos hermanas, que también se dedican al skate: Sana y Kotone. Aori es admiradora del grupo japonés Generations, de los británicos One Direction y el canadiense Justin Bieber.

## Distinciones
- Campeona mundial femenina de skateboarding modalidad street (Torneo de la Street League Skateboarding, 2018)
- Medalla de plata X Games (2018)
- Dew Tour Long Beach Pro Womens Street, octavo lugar (2018)
- Campeona japonesa de skateboarding modalidad street (2017)
- Medalla de oro X Games (2017)
- X Games Austin, octavo lugar (2016)